# جون فارمر (مؤرخ)
جون فارمر (بالإنجليزية: John Farmer)‏ هو مؤرخ أمريكي، ولد في 12 يونيو 1789 في تشيلمسفورد في الولايات المتحدة، وتوفي في 13 أغسطس 1838.